# Llista de monuments de Ribera d'Ondara
Llista de monuments de Ribera d'Ondara inclosos en l'Inventari del Patrimoni Arquitectònic Català pel municipi de Ribera d'Ondara (Segarra). Inclou els inscrits en el Registre de Béns Culturals d'Interès Nacional (BCIN) classificats com a monuments històrics, els béns culturals d'interès local (BCIL) de caràcter immoble i la resta de béns arquitectònics integrants del patrimoni cultural català.
| Monument                                                            | Protecció    | Estil/època                                                       | Localització                                                                        | Coordenades                                          | Codi?         | Imatge |
| ------------------------------------------------------------------- | ------------ | ----------------------------------------------------------------- | ----------------------------------------------------------------------------------- | ---------------------------------------------------- | ------------- | --- |
| Església parroquial de Sant Pere dels Arquells                      | BCIN 384-MH  | Gòtic, renaixement XIV-XV, XIX                                    | Ribera d'Ondara Pl. de l'Església, Sant Pere dels Arquells                          | 41° 38′ 37″ N, 1° 19′ 03″ E / 41.643717°N,1.317616°E | RI-51-0011598 | Església parroquial de Sant Pere dels Arquells (Ribera d'Ondara) · Vegeu més fotos d'aquest monument · Carregueu una nova foto d'aquest monument    |
| Castell de Briançó o Cal Carulla                                    | BCIN 1353-MH | Medieval                                                          | Ribera d'Ondara Briançó                                                             | 41° 38′ 12″ N, 1° 20′ 41″ E / 41.636619°N,1.344846°E | RI-51-0006456 | Castell de Briançó (Ribera d'Ondara) · Vegeu més fotos d'aquest monument · Carregueu una nova foto d'aquest monument                                |
| Castell de Montlleó                                                 | BCIN 1354-MH | Medieval                                                          | Ribera d'Ondara Montlleó, sobre el turó del poble                                   | 41° 38′ 38″ N, 1° 21′ 45″ E / 41.644024°N,1.362564°E | RI-51-0006457 | Castell de Montlleó (Ribera d'Ondara) · Vegeu més fotos d'aquest monument · Carregueu una nova foto d'aquest monument                               |
| Castell de Sant Antolí o Cavallerisses del Castell                  | BCIN 1355-MH | Gòtic XIV-XV, XIX-XX                                              | Ribera d'Ondara Sant Antolí i Vilanova, al costat de Cal Jacques al c. Major        | 41° 37′ 32″ N, 1° 20′ 28″ E / 41.625692°N,1.340988°E | RI-51-0006455 | Castell de Sant Antolí (Ribera d'Ondara) · Vegeu més fotos d'aquest monument · Carregueu una nova foto d'aquest monument                            |
| Castell de Rubinat                                                  | BCIN 1356-MH | Medieval                                                          | Ribera d'Ondara Rubinat, a pocs metres del c. de l'Ereta                            | 41° 37′ 28″ N, 1° 19′ 09″ E / 41.624476°N,1.319305°E | RI-51-0006458 | Castell de Rubinat (Ribera d'Ondara) · Vegeu més fotos d'aquest monument · Carregueu una nova foto d'aquest monument                                |
| Castell de Llindars                                                 | BCIN 1357-MH | XVI-XVII                                                          | Ribera d'Ondara C. Major, 10, Llindars                                              | 41° 36′ 12″ N, 1° 18′ 00″ E / 41.603368°N,1.300046°E | RI-51-0006459 | Castell de Llindars (Ribera d'Ondara) · Vegeu més fotos d'aquest monument · Carregueu una nova foto d'aquest monument                               |
| Castell de Gramuntell                                               | BCIN 1358-MH |                                                                   | Ribera d'Ondara Gramuntell                                                          | 41° 37′ 02″ N, 1° 15′ 36″ E / 41.617296°N,1.259908°E | RI-51-0006460 | Castell de Gramuntell (Ribera d'Ondara) · Vegeu més fotos d'aquest monument · Carregueu una nova foto d'aquest monument                             |
| Castell de Timor o Torre Timor                                      | BCIN 1359-MH | XVII-XVIII                                                        | Ribera d'Ondara Sant Pere dels Arquells, prop de l'església de Sant Jaume de Timor  | 41° 38′ 34″ N, 1° 19′ 46″ E / 41.642664°N,1.329399°E | RI-51-0006461 | Castell de Timor (Ribera d'Ondara) · Vegeu més fotos d'aquest monument · Carregueu una nova foto d'aquest monument                                  |
| Capella de Sant Salvador de Briançó                                 |              | Obra popular XVIII-XIX, XX                                        | Ribera d'Ondara Pl. Joan Simon, Briançó                                             | 41° 38′ 12″ N, 1° 20′ 41″ E / 41.63653°N,1.34478°E   | IPA-26133     | Capella de Sant Salvador de Briançó (Ribera d'Ondara) · Vegeu més fotos d'aquest monument · Carregueu una nova foto d'aquest monument               |
| Portals del Gramuntell                                              |              | Gòtic tardà, obra popular XVI-XX                                  | Ribera d'Ondara C. Major, Gramuntell                                                | 41° 37′ 03″ N, 1° 15′ 39″ E / 41.61745°N,1.26083°E   | IPA-26144     | Portals del Gramuntell (Ribera d'Ondara) · Vegeu més fotos d'aquest monument · Carregueu una nova foto d'aquest monument                            |
| Capella de Sant Jordi dels Hostalets                                |              | Obra popular XVI-XX                                               | Ribera d'Ondara C. dels Amics, els Hostalets                                        | 41° 38′ 00″ N, 1° 20′ 12″ E / 41.63326°N,1.3367°E    | IPA-26145     | Capella de Sant Jordi dels Hostalets (Ribera d'Ondara) · Vegeu més fotos d'aquest monument · Carregueu una nova foto d'aquest monument              |
| Església de Santa Maria de Montfar                                  |              | Romànic, obra popular XII-XX                                      | Ribera d'Ondara C. de Baix, Montfar                                                 | 41° 36′ 29″ N, 1° 21′ 47″ E / 41.60792°N,1.36317°E   | IPA-26147     | Església de Santa Maria de Montfar (Ribera d'Ondara) · Vegeu més fotos d'aquest monument · Carregueu una nova foto d'aquest monument                |
| Església parroquial de Santa Maria de Montlleó                      | BCIL 2004    | Romànic, gòtic, barroc, gòtic tardà XI-XII, XIV-XV, XVI, XVIII-XX | Ribera d'Ondara Pl. de l'Església, Montlleó                                         | 41° 38′ 36″ N, 1° 21′ 45″ E / 41.6434°N,1.36253°E    | IPA-26149     | Església parroquial de Santa Maria de Montlleó (Ribera d'Ondara) · Vegeu més fotos d'aquest monument · Carregueu una nova foto d'aquest monument    |
| Església parroquial de Sant Jaume de Montpalau                      |              | Barroc XVII-XX                                                    | Ribera d'Ondara Pl. de Sant Jaume, Montpalau                                        | 41° 39′ 41″ N, 1° 22′ 06″ E / 41.66143°N,1.36823°E   | IPA-26152     | Església parroquial de Sant Jaume de Montpalau (Ribera d'Ondara) · Vegeu més fotos d'aquest monument · Carregueu una nova foto d'aquest monument    |
| Cal Vidal                                                           |              | Obra popular XIX, XX Final                                        | Ribera d'Ondara C. de Sant Miquel, 14, Montpalau                                    | 41° 39′ 40″ N, 1° 22′ 03″ E / 41.66098°N,1.36748°E   | IPA-26154     | Cal Vidal (Ribera d'Ondara) · Vegeu més fotos d'aquest monument · Carregueu una nova foto d'aquest monument                                         |
| Església de Sant Pau de Narbona                                     | BCIL 2004    | Gòtic, barroc XIII-XV, XVIII-XX                                   | Ribera d'Ondara C. Església, 1, Pomar                                               | 41° 37′ 36″ N, 1° 20′ 58″ E / 41.62658°N,1.34932°E   | IPA-26156     | Església de Sant Pau de Narbona (Pomar) · Vegeu més fotos d'aquest monument · Carregueu una nova foto d'aquest monument                             |
| Església parroquial de Santa Maria de Rubinat                       |              | Romànic, gòtic tardà XI-XII, XVI-XVII, XX                         | Ribera d'Ondara Pl. de l'Església, Rubinat                                          | 41° 37′ 27″ N, 1° 19′ 12″ E / 41.62411°N,1.31999°E   | IPA-26158     | Església parroquial de Santa Maria de Rubinat (Ribera d'Ondara) · Vegeu més fotos d'aquest monument · Carregueu una nova foto d'aquest monument     |
| Rectoria de Rubinat                                                 |              | Obra popular XVII-XVIII, XIX-XX                                   | Ribera d'Ondara C. Major, 9, Rubinat                                                | 41° 37′ 27″ N, 1° 19′ 11″ E / 41.62413°N,1.31985°E   | IPA-26161     | Rectoria de Rubinat (Ribera d'Ondara) · Vegeu més fotos d'aquest monument · Carregueu una nova foto d'aquest monument                               |
| Plaça Major de Sant Pere dels Arquells                              |              | Obra popular XVI-XVIII, XIX-XX                                    | Ribera d'Ondara Sant Pere dels Arquells, portal d'accés al c. del Forn              | 41° 38′ 37″ N, 1° 19′ 01″ E / 41.64349°N,1.31703°E   | IPA-26163     | Plaça Major de Sant Pere dels Arquells (Ribera d'Ondara) · Vegeu més fotos d'aquest monument · Carregueu una nova foto d'aquest monument            |
| Capella de la Mare de Déu de les Neus                               |              | Obra popular XVI-XIX, XX                                          | Ribera d'Ondara C. de l'Església, la Sisquella                                      | 41° 37′ 26″ N, 1° 17′ 08″ E / 41.62385°N,1.28558°E   | IPA-26164     | Capella de la Mare de Déu de les Neus (Ribera d'Ondara) · Vegeu més fotos d'aquest monument · Carregueu una nova foto d'aquest monument             |
| Església parroquial de Santa Maria de Sant Antolí                   |              | Monumentalisme academicista XX                                    | Ribera d'Ondara Raval Pont, 17, Sant Antolí i Vilanova                              | 41° 37′ 42″ N, 1° 20′ 31″ E / 41.62838°N,1.34182°E   | IPA-26166     | Església parroquial de Santa Maria de Sant Antolí (Ribera d'Ondara) · Vegeu més fotos d'aquest monument · Carregueu una nova foto d'aquest monument |
| Mas de Nuix                                                         |              | Renaixement, obra popular XVI-XX                                  | Ribera d'Ondara Pl. de la Bassa, 1, la Sisquella                                    | 41° 37′ 25″ N, 1° 17′ 09″ E / 41.62365°N,1.28572°E   | IPA-26167     | Mas de Nuix (Ribera d'Ondara) · Vegeu més fotos d'aquest monument · Carregueu una nova foto d'aquest monument                                       |
| Església de Sant Antolí o Ermita de Sant Isidre                     |              | Romànic, gòtic, barroc XI-XII, XIV-XV, XVIII-XX                   | Ribera d'Ondara Sant Antolí i Vilanova, camí en direcció a l'Era del Governa        | 41° 37′ 30″ N, 1° 20′ 30″ E / 41.6251°N,1.34156°E    | IPA-26168     | Església de Sant Antolí (Ribera d'Ondara) · Vegeu més fotos d'aquest monument · Carregueu una nova foto d'aquest monument                           |
| Molí de Baix de Sant Antolí                                         |              | Obra popular XIX-XX                                               | Ribera d'Ondara Camí del Castell, Sant Antolí i Vilanova                            | 41° 37′ 34″ N, 1° 20′ 33″ E / 41.62612°N,1.34239°E   | IPA-26172     | Molí de Baix de Sant Antolí (Ribera d'Ondara) · Vegeu més fotos d'aquest monument · Carregueu una nova foto d'aquest monument                       |
| Molí de Dalt de Sant Antolí                                         |              | Obra popular XIX-XX                                               | Ribera d'Ondara Sota l'església de Sant Antolí, al costat dret del camí del Castell | 41° 37′ 32″ N, 1° 20′ 30″ E / 41.62547°N,1.34166°E   | IPA-26173     | Carregueu una nova foto d'aquest monument |
| Molí dels Hostalets o Molí del Colom                                |              | Obra popular XVI-XVII, XIX-XX                                     | Ribera d'Ondara Carretera de Rubinat, 3, els Hostalets                              | 41° 38′ 02″ N, 1° 20′ 09″ E / 41.63397°N,1.33572°E   | IPA-26174     | Molí dels Hostalets (Ribera d'Ondara) · Vegeu més fotos d'aquest monument · Carregueu una nova foto d'aquest monument                               |
| Molí del Mas de Baix                                                |              | Obra popular XIX-XX                                               | Ribera d'Ondara Sant Pere dels Arquells                                             | 41° 38′ 13″ N, 1° 19′ 43″ E / 41.63703°N,1.32848°E   | IPA-26175     | Molí del Mas de Baix (Ribera d'Ondara) · Vegeu més fotos d'aquest monument · Carregueu una nova foto d'aquest monument                              |
| Molí de Sant Pere dels Arquells                                     |              | Obra popular XIX-XX                                               | Ribera d'Ondara Pl. de l'Església, Sant Pere dels Arquells                          | 41° 38′ 36″ N, 1° 19′ 03″ E / 41.64345°N,1.3175°E    | IPA-26176     | Molí de Sant Pere dels Arquells (Ribera d'Ondara) · Vegeu més fotos d'aquest monument · Carregueu una nova foto d'aquest monument                   |
| Arcades de Pomar                                                    |              | Obra popular XIX-XX                                               | Ribera d'Ondara C. Església, Pomar                                                  | 41° 37′ 37″ N, 1° 20′ 58″ E / 41.62688°N,1.34948°E   | IPA-33140     | Arcades de Pomar · Vegeu més fotos d'aquest monument · Carregueu una nova foto d'aquest monument                                                    |
| Església Nova de Pomar                                              |              | Obra popular XX Mitjan                                            | Ribera d'Ondara C. Església, 7, Pomar                                               | 41° 37′ 37″ N, 1° 20′ 56″ E / 41.62681°N,1.3489°E    | IPA-33141     | Església Nova de Pomar (Ribera d'Ondara) · Vegeu més fotos d'aquest monument · Carregueu una nova foto d'aquest monument                            |
| Font de Briançó                                                     |              | Obra popular XIX-XX                                               | Ribera d'Ondara Briançó                                                             | 41° 38′ 08″ N, 1° 20′ 42″ E / 41.63552°N,1.34504°E   | IPA-33142     | Font de Briançó (Ribera d'Ondara) · Vegeu més fotos d'aquest monument · Carregueu una nova foto d'aquest monument                                   |
| Ermita de la Mare de Déu de la Providència                          |              | Obra popular XIX-XX                                               | Ribera d'Ondara Camí de Mas Claret a la Providència                                 | 41° 39′ 08″ N, 1° 20′ 22″ E / 41.65213°N,1.33942°E   | IPA-33143     | Ermita de la Mare de Déu de la Providència (Ribera d'Ondara) · Vegeu més fotos d'aquest monument · Carregueu una nova foto d'aquest monument        |
| Mas Claret o Mas d'en Toni                                          |              | Noucentisme XIX-XX                                                | Ribera d'Ondara Mas Claret                                                          | 41° 38′ 51″ N, 1° 20′ 07″ E / 41.64752°N,1.33531°E   | IPA-33144     | Mas Claret (Ribera d'Ondara) · Vegeu més fotos d'aquest monument · Carregueu una nova foto d'aquest monument                                        |
| Capella del Pare Claret                                             |              | Obra popular XX                                                   | Ribera d'Ondara Mas Claret                                                          | 41° 38′ 48″ N, 1° 20′ 05″ E / 41.64658°N,1.33485°E   | IPA-33145     | Capella del Pare Claret (Ribera d'Ondara) · Vegeu més fotos d'aquest monument · Carregueu una nova foto d'aquest monument                           |
| Església de Sant Jaume de Timor                                     |              | Romànic XII-XIX                                                   | Ribera d'Ondara Sant Pere dels Arquells, prop de la Torre Timor                     | 41° 38′ 34″ N, 1° 19′ 50″ E / 41.6427°N,1.33057°E    | IPA-33146     | Església de Sant Jaume de Timor (Ribera d'Ondara) · Vegeu més fotos d'aquest monument · Carregueu una nova foto d'aquest monument                   |
| Torre dels Francesos                                                |              | Obra popular XIX-XX                                               | Ribera d'Ondara Rubinat                                                             | 41° 36′ 49″ N, 1° 19′ 10″ E / 41.61364°N,1.31943°E   | IPA-33151     | Torre dels Francesos (Ribera d'Ondara) · Vegeu més fotos d'aquest monument · Carregueu una nova foto d'aquest monument                              |
| Casa dels Francesos                                                 |              | Obra popular XIX                                                  | Ribera d'Ondara Rubinat                                                             | 41° 36′ 51″ N, 1° 18′ 59″ E / 41.61407°N,1.31626°E   | IPA-33152     | Casa dels Francesos (Ribera d'Ondara) · Vegeu més fotos d'aquest monument · Carregueu una nova foto d'aquest monument                               |
| Creu de terme dels Hostalets o Creu de la Santa Missió              |              | Obra popular XVII-XX                                              | Ribera d'Ondara C. dels Amics, els Hostalets                                        | 41° 37′ 56″ N, 1° 20′ 17″ E / 41.63233°N,1.33813°E   | IPA-33153     | Creu de terme dels Hostalets (Ribera d'Ondara) · Vegeu més fotos d'aquest monument · Carregueu una nova foto d'aquest monument                      |
| Font de Sant Antolí                                                 |              | Obra popular XIX-XX                                               | Ribera d'Ondara Sant Antolí i Vilanova                                              | 41° 37′ 37″ N, 1° 20′ 41″ E / 41.626993°N,1.344596°E | IPA-33154     | Font de Sant Antolí (Ribera d'Ondara) · Vegeu més fotos d'aquest monument · Carregueu una nova foto d'aquest monument                               |
| Pont Vell                                                           |              | Obra popular XIX-XX                                               | Ribera d'Ondara Sant Antolí i Vilanova                                              | 41° 37′ 39″ N, 1° 20′ 31″ E / 41.62752°N,1.34205°E   | IPA-33156     | Pont Vell (Ribera d'Ondara) · Vegeu més fotos d'aquest monument · Carregueu una nova foto d'aquest monument                                         |
| Casa d'Hostes del Castell o Cal Sastre                              |              | Obra popular XVI-XX                                               | Ribera d'Ondara C. Major, 16, Sant Antolí i Vilanova                                | 41° 37′ 32″ N, 1° 20′ 29″ E / 41.62547°N,1.34138°E   | IPA-33159     | Casa d'Hostes del Castell (Ribera d'Ondara) · Vegeu més fotos d'aquest monument · Carregueu una nova foto d'aquest monument                         |
| Fàbrica de Ciment                                                   |              | Obra popular XIX-XX                                               | Ribera d'Ondara Sant Antolí i Vilanova                                              | 41° 37′ 33″ N, 1° 20′ 21″ E / 41.62576°N,1.33919°E   | IPA-33164     | Vegeu més fotos d'aquest monument · Carregueu una nova foto d'aquest monument                                                                       |
| Abeurador del Camí del Castell                                      |              | Obra popular XIX-XX                                               | Ribera d'Ondara Camí del Castell, Sant Antolí i Vilanova                            | 41° 37′ 37″ N, 1° 20′ 39″ E / 41.62684°N,1.34425°E   | IPA-33166     | Abeurador del Camí del Castell (Ribera d'Ondara) · Vegeu més fotos d'aquest monument · Carregueu una nova foto d'aquest monument                    |
| Safareig del Camí del Castell                                       |              | Obra popular XIX-XX                                               | Ribera d'Ondara Camí del Castell, Sant Antolí i Vilanova                            | 41° 37′ 37″ N, 1° 20′ 39″ E / 41.62687°N,1.34415°E   | IPA-33168     | Safareig del Camí del Castell (Ribera d'Ondara) · Vegeu més fotos d'aquest monument · Carregueu una nova foto d'aquest monument                     |
| Pou Vell                                                            |              | Obra popular XIX-XX                                               | Ribera d'Ondara Sant Antolí i Vilanova                                              | 41° 37′ 59″ N, 1° 20′ 23″ E / 41.63318°N,1.33968°E   | IPA-33172     | Pou Vell (Ribera d'Ondara) · Vegeu més fotos d'aquest monument · Carregueu una nova foto d'aquest monument                                          |
| Pont de Sant Pere dels Arquells                                     |              | Obra popular XIX-XX                                               | Ribera d'Ondara Sant Pere dels Arquells, a l'entrada del nucli urbà                 | 41° 38′ 43″ N, 1° 19′ 04″ E / 41.645186°N,1.317758°E | IPA-33173     | Pont de Sant Pere dels Arquells (Ribera d'Ondara) · Vegeu més fotos d'aquest monument · Carregueu una nova foto d'aquest monument                   |
| Creu Monumental de Sant Pere del Arquells o Creu de la Santa Missió |              | Obra popular XIX-XX                                               | Ribera d'Ondara Pl. de l'Església, Sant Pere dels Arquells                          | 41° 38′ 37″ N, 1° 19′ 03″ E / 41.64354°N,1.31745°E   | IPA-33174     | Creu Monumental de Sant Pere del Arquells (Ribera d'Ondara) · Vegeu més fotos d'aquest monument · Carregueu una nova foto d'aquest monument         |
| Safareig de Sant Pere dels Arquells                                 |              | Obra popular XIX-XX                                               | Ribera d'Ondara C. Sant Pere, Sant Pere dels Arquells                               | 41° 38′ 35″ N, 1° 19′ 03″ E / 41.64297°N,1.31749°E   | IPA-33180     | Safareig de Sant Pere dels Arquells (Ribera d'Ondara) · Vegeu més fotos d'aquest monument · Carregueu una nova foto d'aquest monument               |
| Creu Monumental de Montpalau o Creu de la Santa Missió              |              | Obra popular XX Inici                                             | Ribera d'Ondara Montpalau                                                           | 41° 39′ 47″ N, 1° 22′ 01″ E / 41.66311°N,1.3669°E    | IPA-33187     | Creu Monumental de Montpalau (Ribera d'Ondara) · Vegeu més fotos d'aquest monument · Carregueu una nova foto d'aquest monument                      |
| Fita de terme                                                       |              | Obra popular XIV-XIX                                              | Ribera d'Ondara La Sisquella                                                        | 41° 37′ 23″ N, 1° 16′ 49″ E / 41.62299°N,1.28029°E   | IPA-33192     | Fita de terme (Ribera d'Ondara) · Vegeu més fotos d'aquest monument · Carregueu una nova foto d'aquest monument                                     |
| Església de Santa Maria de Gramuntell                               |              | Romànic, obra popular XII-XIII, XVI, XIX-XX                       | Ribera d'Ondara C. Sant Roc, 17, Gramuntell                                         | 41° 37′ 02″ N, 1° 15′ 38″ E / 41.617317°N,1.260559°E | IPA-33199     | Església de Santa Maria de Gramuntell (Ribera d'Ondara) · Vegeu més fotos d'aquest monument · Carregueu una nova foto d'aquest monument             |
| El Cementiri Vell                                                   |              | Barroc XVII-XVIII                                                 | Ribera d'Ondara Pl. Major, Gramuntell                                               | 41° 37′ 02″ N, 1° 15′ 39″ E / 41.61709°N,1.26091°E   | IPA-33202     | Cementiri Vell (Ribera d'Ondara) · Vegeu més fotos d'aquest monument · Carregueu una nova foto d'aquest monument                                    |
| Cobert del Colom de Llindars                                        |              | Obra popular XIX-XX                                               | Ribera d'Ondara Llindars                                                            | 41° 36′ 13″ N, 1° 17′ 59″ E / 41.60356°N,1.29979°E   | IPA-33206     | Cobert del Colom de Llindars (Ribera d'Ondara) · Vegeu més fotos d'aquest monument · Carregueu una nova foto d'aquest monument                      |
| Església de Sant Roc de Llindars                                    |              | Barroc XVII-XVIII                                                 | Ribera d'Ondara Pl. Major, Llindars                                                 | 41° 36′ 11″ N, 1° 18′ 02″ E / 41.60313°N,1.30057°E   | IPA-33211     | Església de Sant Roc de Llindars (Ribera d'Ondara) · Vegeu més fotos d'aquest monument · Carregueu una nova foto d'aquest monument                  |
| Cal Colom                                                           |              | Obra popular XVI-XVIII, XIX-XX                                    | Ribera d'Ondara C. Major, 10, Llindars                                              | 41° 36′ 12″ N, 1° 18′ 00″ E / 41.6034°N,1.3001°E     | IPA-33214     | Cal Colom (Ribera d'Ondara) · Vegeu més fotos d'aquest monument · Carregueu una nova foto d'aquest monument                                         |
| Castell de Montpaó                                                  |              | Romànic, obra popular XI-XII, XVII-XIX                            | Ribera d'Ondara Sant Pere dels Arquells                                             | 41° 39′ 00″ N, 1° 18′ 20″ E / 41.650023°N,1.305534°E | IPA-34538     | Castell de Montpaó (Ribera d'Ondara) · Vegeu més fotos d'aquest monument · Carregueu una nova foto d'aquest monument                                |